# Anime News Network
 (транскр.  Аниме њуз нетворк; ANN) је веб-сајт који извештава о статусу анимеа, манге, видео-игара, јапанске поп музике и других сродних култура у Северној Америци, Аустралији, југоисточној Азији и Јапану. Нуди рецензије и други уређивачки садржај, форуме на којима читаоци могу да разговарају о актуелним темама и догађајима, као и енциклопедију која садржи много анимеа и манга са информацијама о постави, глумцима, музици, резимеима радње и оценама корисника.